# Ràdio bidireccional

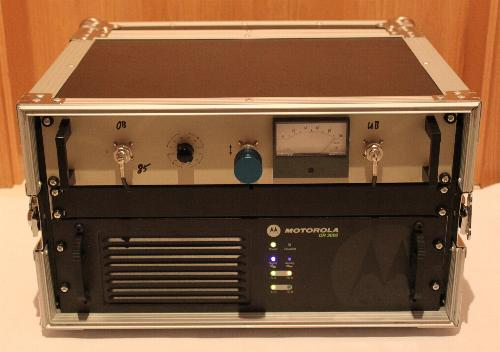
Exemple d'equip de ràdio bidireccionalRepetidor Motorola DR3000 amb dúplex.

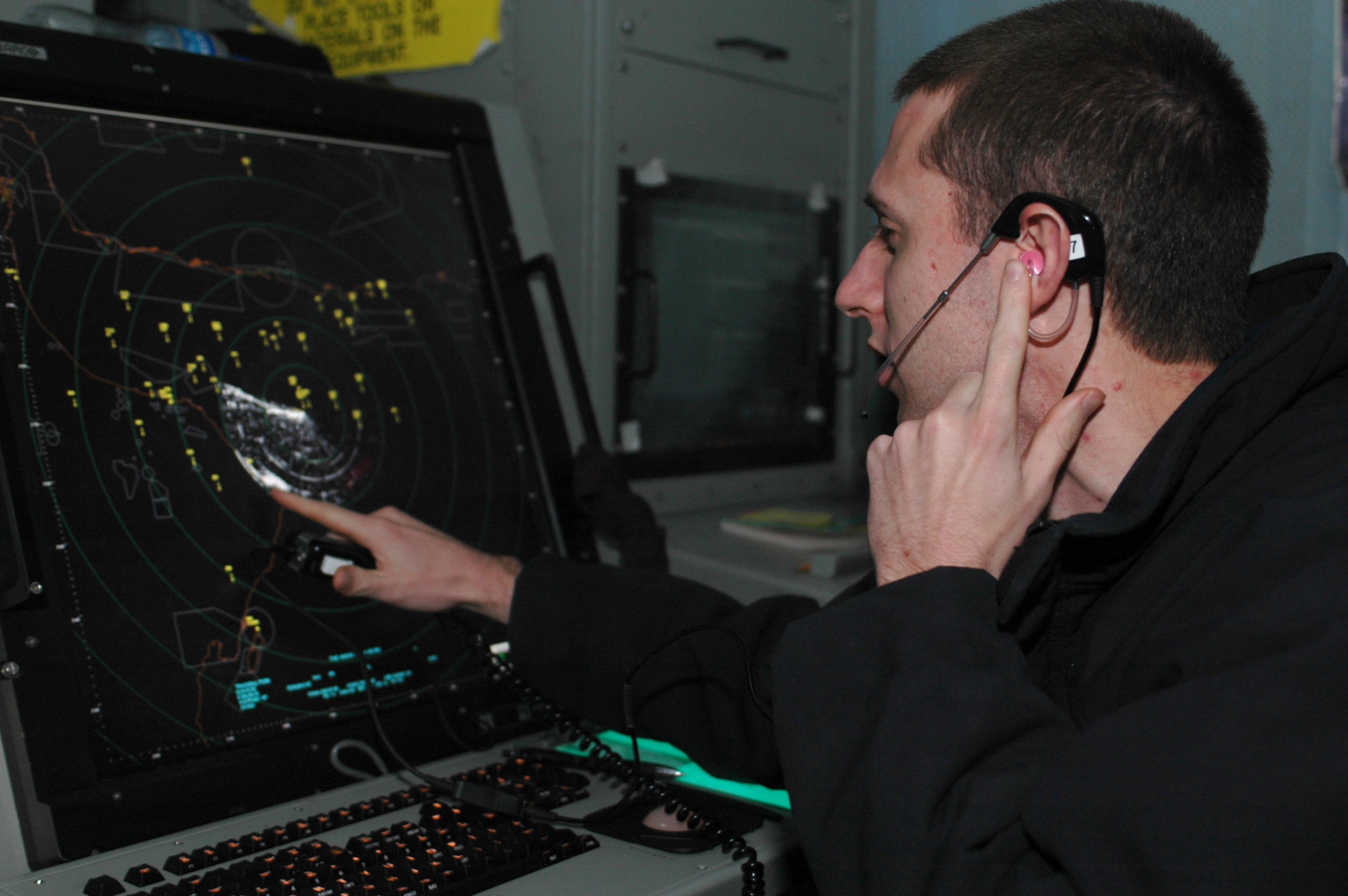
El controlador de trànsit aeri naval es comunica amb l'aeronau mitjançant un auricular de ràdio bidireccional

Un equip de ràdio bidireccional és un aparell que pot transmetre i rebre ones de ràdio, en ambdues direccions, que s'utilitza per a la comunicació de veu bidireccional de persona a persona amb altres usuaris amb equips de ràdio similars, en contrast amb un receptor o un transmissor, que només poden actuar en una direcció.
Un transceptor n'és un cas particular, però hi han equips de ràdio bidireccional, com el repetidor de la foto, o les estacions base TETRA, que són bidireccionals, emeten i reben, però sense intervenció directe d'un operador i no entren dins de la definició de transceptor.

## Característiques

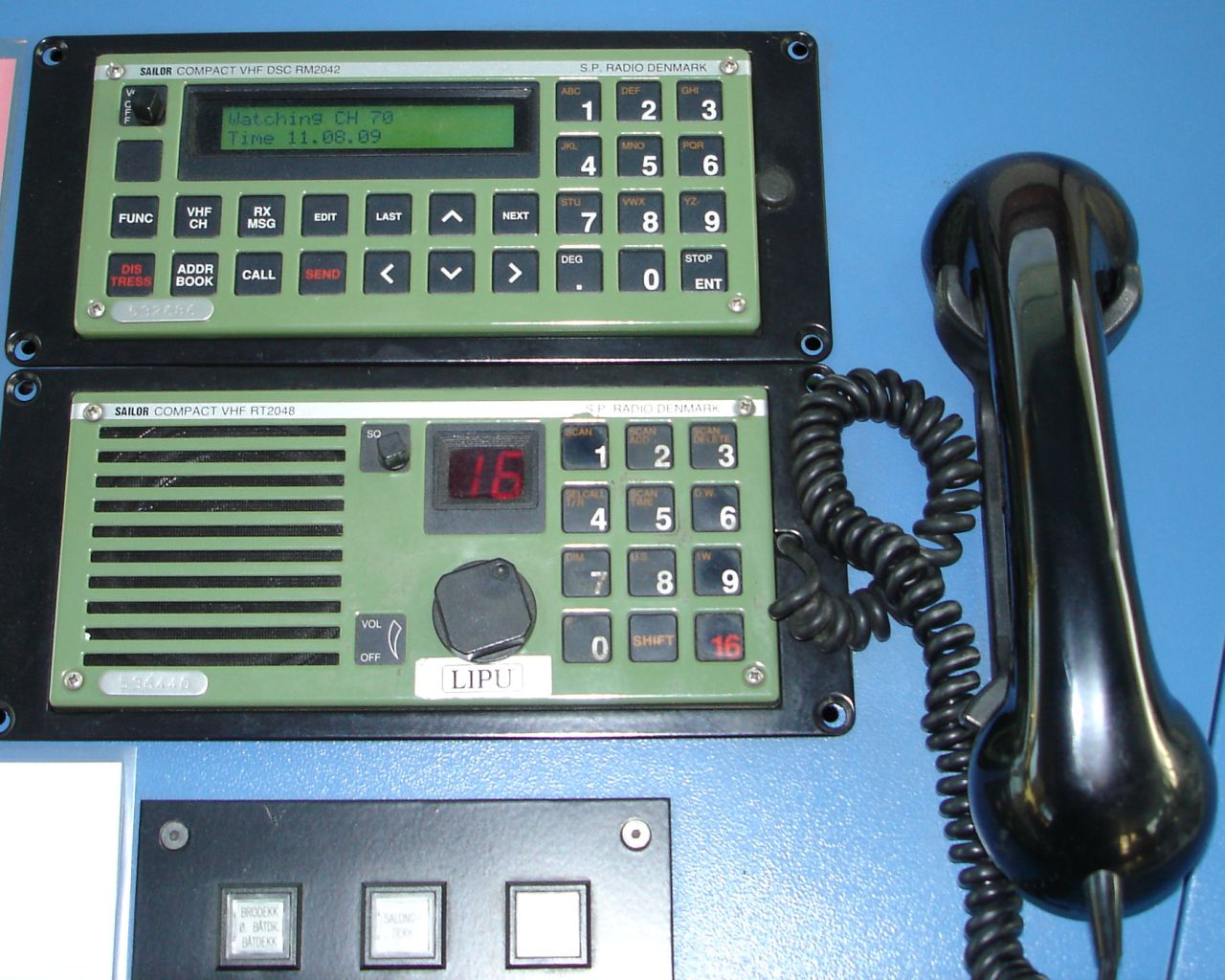
Ràdio marina VHF en un vaixell

Els equips de ràdio bidireccionals solen utilitzar un canal de comunicació semidúplex, que permet la comunicació bidireccional, encara que amb la limitació que només pot transmetre un usuari alhora. (Això contrasta amb la comunicació simplex, en què la transmissió només es pot enviar en una direcció, i full-duplex, que permet la transmissió en ambdues direccions simultàniament.) Això requereix que els usuaris d'un grup parlin torns. La ràdio està normalment en mode de recepció, de manera que l'usuari pot escoltar totes les altres transmissions al canal. Quan l'usuari vol parlar, prem un botó " prem per parlar ", que apaga el receptor i encén l'emissor; quan es deixa anar el botó, el receptor es torna a activar. Es proporcionen diversos canals perquè grups d'usuaris separats es puguin comunicar a la mateixa àrea sense interferir entre ells i alguns equips de ràdio estan dissenyats per escanejar els canals per trobar una transmissió vàlida. Altres sistemes de ràdio bidireccional funcionen en mode full-duplex, en el qual ambdues parts poden parlar simultàniament. Això requereix dos canals de ràdio separats o mètodes de compartició de canals com ara dúplex de divisió temporal (TDD) per transmetre les dues direccions de la conversa simultàniament en una sola freqüència de ràdio.

## Història

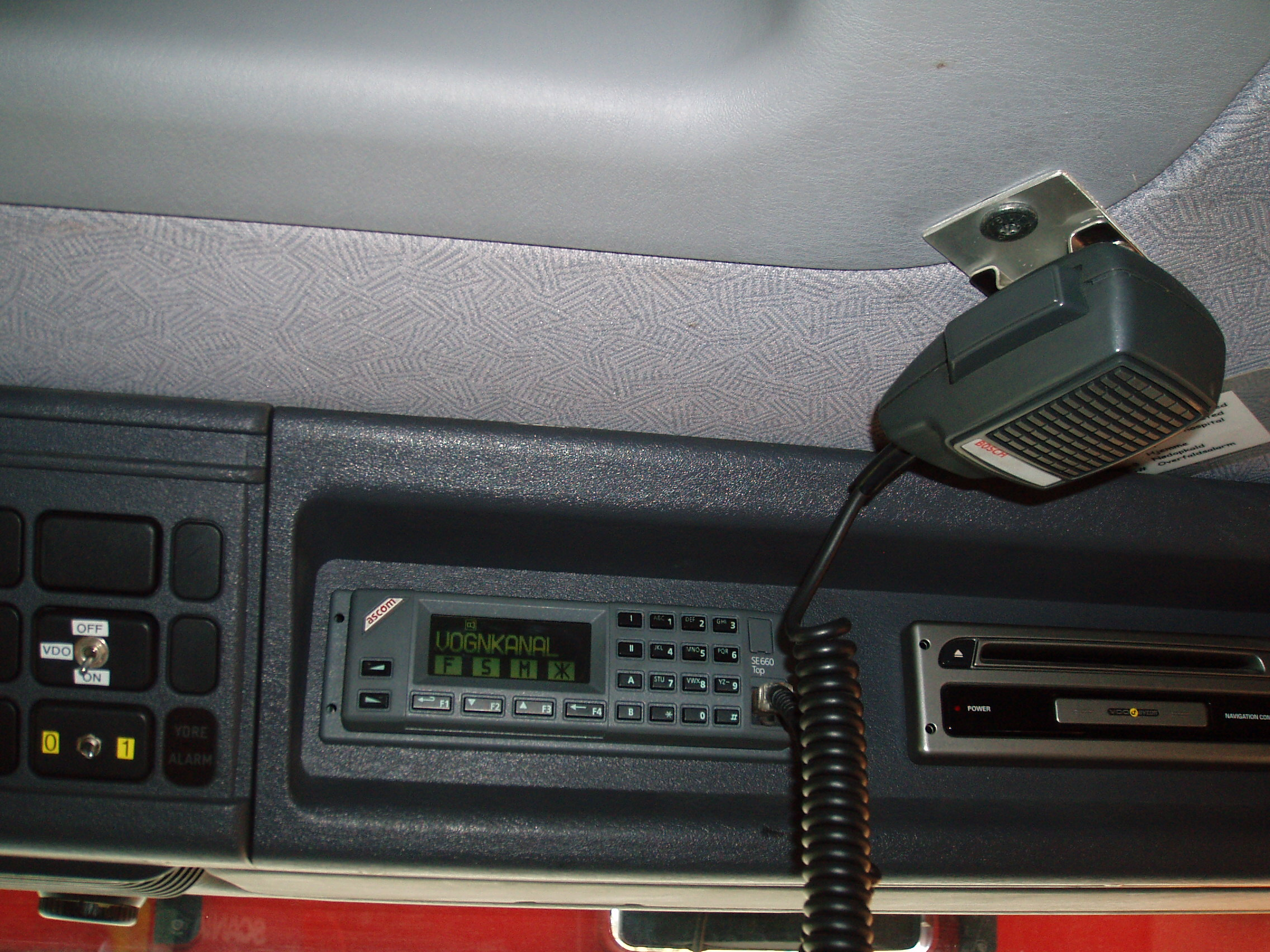
Ràdio bidireccional en un camió de bombers utilitzat pels bombers per comunicar-se amb el seu despatxador

La primera ràdio bidireccional va ser un dispositiu només AM introduït per la Galvin Manufacturing Corporation el 1940 per al seu ús per la policia i l'exèrcit durant la Segona Guerra Mundial, i seguit per la introducció de l'empresa el 1943 del Walkie-talkie, el més famós exemple conegut de ràdio bidireccional.
Però de fet, el primer equip de ràdio bidireccional veritablement mòbil va ser desenvolupat a Austràlia l'any 1923 pel policia major Frederick William Downie de la policia victoriana. La policia de Victòria va ser la primera del món a utilitzar la comunicació sense fil als cotxes, posant fi als informes d'estat ineficients a través de cabines telefòniques públiques que s'havien utilitzat fins aleshores. Els primers conjunts ocupaven aproximadament la meitat del pis del seient posterior dels cotxes patrulla Lancia.
El 1933, el departament de policia de Bayonne, Nova Jersey, va operar amb èxit un sistema bidireccional entre una estació fixa central i transceptors de ràdio instal·lats als cotxes de policia; això va permetre dirigir ràpidament la resposta policial en cas d'emergència.

## Tipus

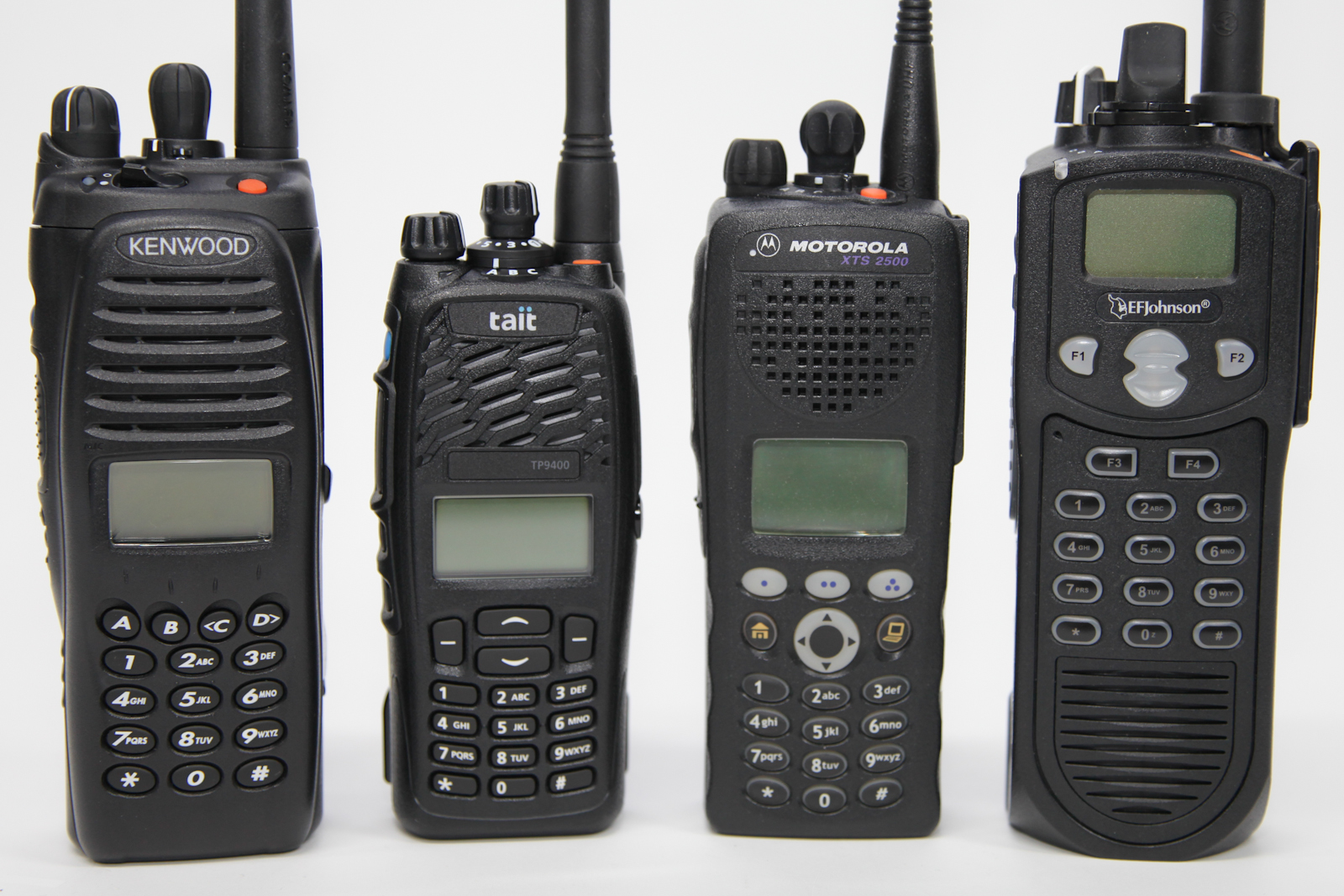
Diverses equips de ràdio portàtils bidireccionals dissenyades per a serveis públics (policia, bombers, rescat) compatibles amb l'estàndard de ràdio digital Project 25

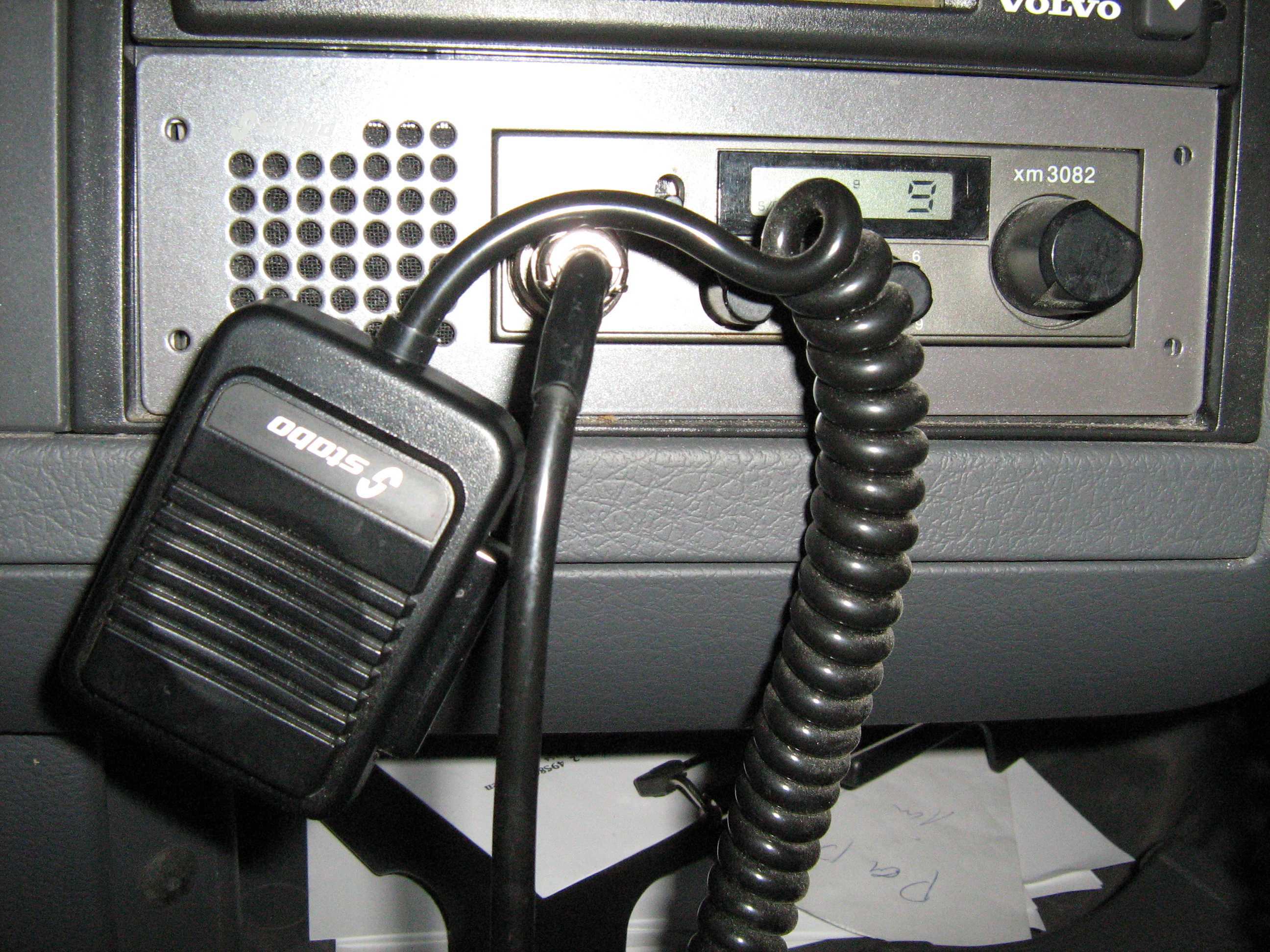
Una ràdio mòbil Citizen's band en un camió

Els sistemes de ràdio bidireccional es poden classificar de diverses maneres en funció dels seus atributs.

### Convencional versus troncal

#### Convencional
En sistemes multicanal, els canals s'utilitzen amb finalitats separades.

##### Escaneig en equips de ràdio convencionals
Les funcions d'escaneig no s'utilitzen o les llistes d'escaneig es mantenen curtes intencionadament a les aplicacions d'emergència. Una part del projecte APCO 16 estableix estàndards per als temps d'accés al canal i els retards causats per la sobrecàrrega del sistema. Les funcions d'escaneig poden augmentar encara més aquests retards. Un estudi va dir que no es recomanen retards superiors a 0,4 segons (400 mil·lisegons) als serveis d'emergència.

#### Dúplex
El terme "semidúplex" s'aplica als sistemes de comunicació per cable on el circuit pot enviar informació en una direcció alhora, però no ambdues direccions alhora.
- Avantatge: els canals dúplex solen permetre el funcionament del repetidor que amplia el rang (en la majoria dels casos a causa de l'augment de la potència de transmissió i la millora de la ubicació / alçada aèria), especialment quan s'utilitzen equips de ràdio de mà.
- Desavantatge: si una ràdio no pot arribar al repetidor, no es pot comunicar. Això es pot mitigar amb una configuració de "parlar al voltant" o "cotxe a cotxe" on les estacions fora de l'abast de la base poden parlar directament entre elles, alternant els rols de transmissió i recepció de manera simplex en una sola freqüència.[10]

#### Analògic

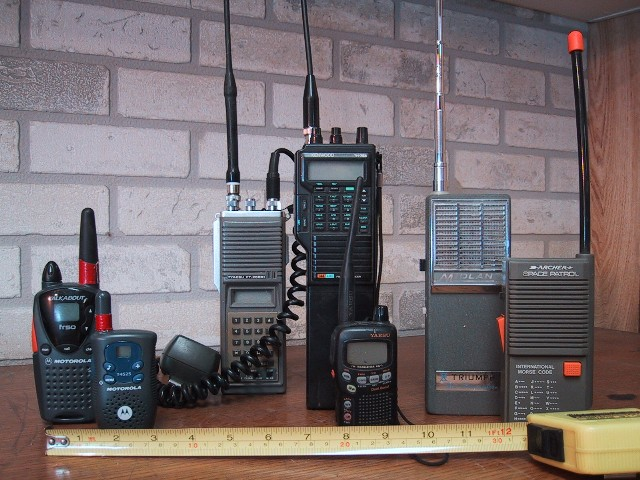
Una varietat de equips de ràdio bidireccionals portàtils per a ús privat

Els sistemes analògics poden comunicar una sola condició, com ara el nivell d'aigua en un dipòsit de bestiar. Un transmissor al lloc del tanc envia contínuament un senyal amb un to d'àudio constant. El to canviaria de to per indicar el nivell d'aigua del dipòsit. Un metre a l'extrem remot variaria, corresponent al nivell del to, per indicar la quantitat d'aigua present al dipòsit del bestiar. Es poden utilitzar mètodes similars per telemetria en qualsevol condició. Aquest tipus de sistema de ràdio té un propòsit equivalent a un bucle de quatre a vint mil·liampers. Als EUA, banda mitjana 72–76 MHz o UHF 450–470 Els canals intersticials MHz s'utilitzen sovint per a aquests sistemes. Alguns sistemes multiplexen la telemetria de diverses condicions analògiques limitant cadascuna a un rang separat de tons, per exemple.

#### Digital
Els sistemes digitals poden comunicar missatges de text des de l'enviament assistit per ordinador (CAD). Per exemple, una pantalla d'un camió de remolc pot donar una ubicació textual per a una trucada i qualsevol detall relacionat. El conductor de la grua pot prémer un botó de reconeixement, enviant dades en la direcció oposada i marcant la trucada com a rebuda pel conductor. Es poden utilitzar per a sistemes de telemetria analògic, com ara els nivells de tancs de bestiar, tal com es descriu anteriorment. Una altra possibilitat és la pressió de l'oli lubricant en un motor d'autobús de trànsit, o la velocitat actual de l'autobús. Les condicions analògiques es tradueixen en paraules de dades. Alguns sistemes envien missatges de radiobús que poden 1) fer sonar un receptor de cerca, 2) enviar un missatge numèric o 3) enviar un missatge de text.

### Models de funcionament
Els models simulats permeten estimar el funcionament dins d'una especificació determinada. Per exemple, un sistema modern de ràdio bidireccional del govern local dels EUA es pot dissenyar per oferir una cobertura del 95% d'àrea en una àrea urbana. Els dissenyadors de sistemes utilitzen models de radiofreqüència, models de terreny i programes de modelització de propagació del senyal per intentar estimar amb precisió com funcionaran els equips de ràdio dins d'una àrea geogràfica determinada. Els models previs ajuden els dissenyadors a triar els equips, ubicacions d'equips, antenes i a estimar fins a quin punt els senyals penetraran en els edificis. Aquests models es recolzaran amb proves en el camp i mesures reals del nivell del senyal. Els dissenyadors ajusten els patrons d'antena, afegeixen o mouen la situació dels equips i dissenyen xarxes d'antenes de manera que assoleixin el nivell de rendiment previst.

### Opcions, cicle de funcionament i configuració

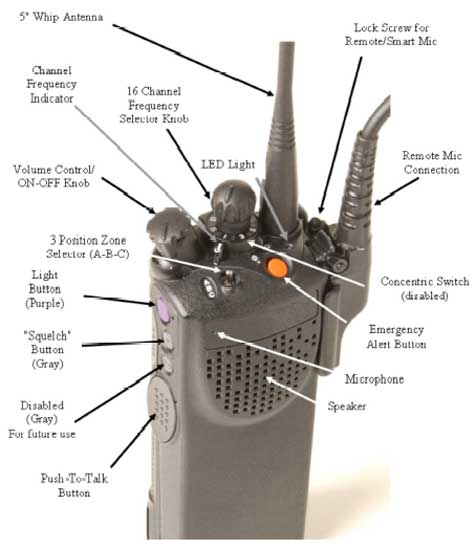
Exemple de disposició de control en una ràdio portàtil configurada compatible amb P25.

Molts dispositius mòbils tenen un cicle de funcionament limitat. El cicle de funcionament és la relació entre el temps d'escolta i el temps de transmissió i, en general, depèn de com el transmissor pot eliminar la calor del dissipador de calor a la part posterior de l'equip. Un cicle de funcionament del 10% (comú a les ordinadors portàtils) es tradueix en 10 segons de temps de transmissió a 90 segons de temps de recepció. Alguns equips mòbils bàsics s'especifiquen en diferents nivells de potència, per exemple, 100% de cicle de funcionament a 25 watts i 15% a 40 watts.

### Vida útil dels equips
En els sistemes governamentals, els equips es poden substituir en funció del pressupost més que de qualsevol pla o vida útil esperada. El finançament a les agències governamentals pot ser cíclic o esporàdic. Els gestors poden substituir els sistemes informàtics, els vehicles o els costos de suport informàtic i de vehicles pressupostaris sense tenir en compte els equips de ràdio bidireccional. L'equip pot romandre en ús encara que els costos de manteniment no siguin raonables si es veuen des del punt de vista de l'eficiència.
Es té en compte que "set anys" està més enllà de la vida útil esperada dels walkie-talkies al servei de policia. Es diu que les bateries necessiten reemplaçament amb més freqüència. Les consoles d'enviament de dotze anys esmentades en el mateix document es van identificar com a utilitzables. Es van comparar amb consoles problemàtiques de 21 anys utilitzades en altres llocs del mateix sistema.
Una altra font diu que s'espera que els equips de la columna vertebral del sistema com les consoles i les estacions base tinguin una vida útil de quinze anys. Es preveu que els equips de ràdio mòbils durin deu anys, els walkie talkies en poden durar vuit. En un document de l'estat de Califòrnia, el Departament de Serveis Generals informa que la vida útil prevista per a una consola de comunicacions que s'utilitza al Departament de Silvicultura i Protecció contra Incendis és de 10 anys.

## Freqüències de ràdio bidireccional

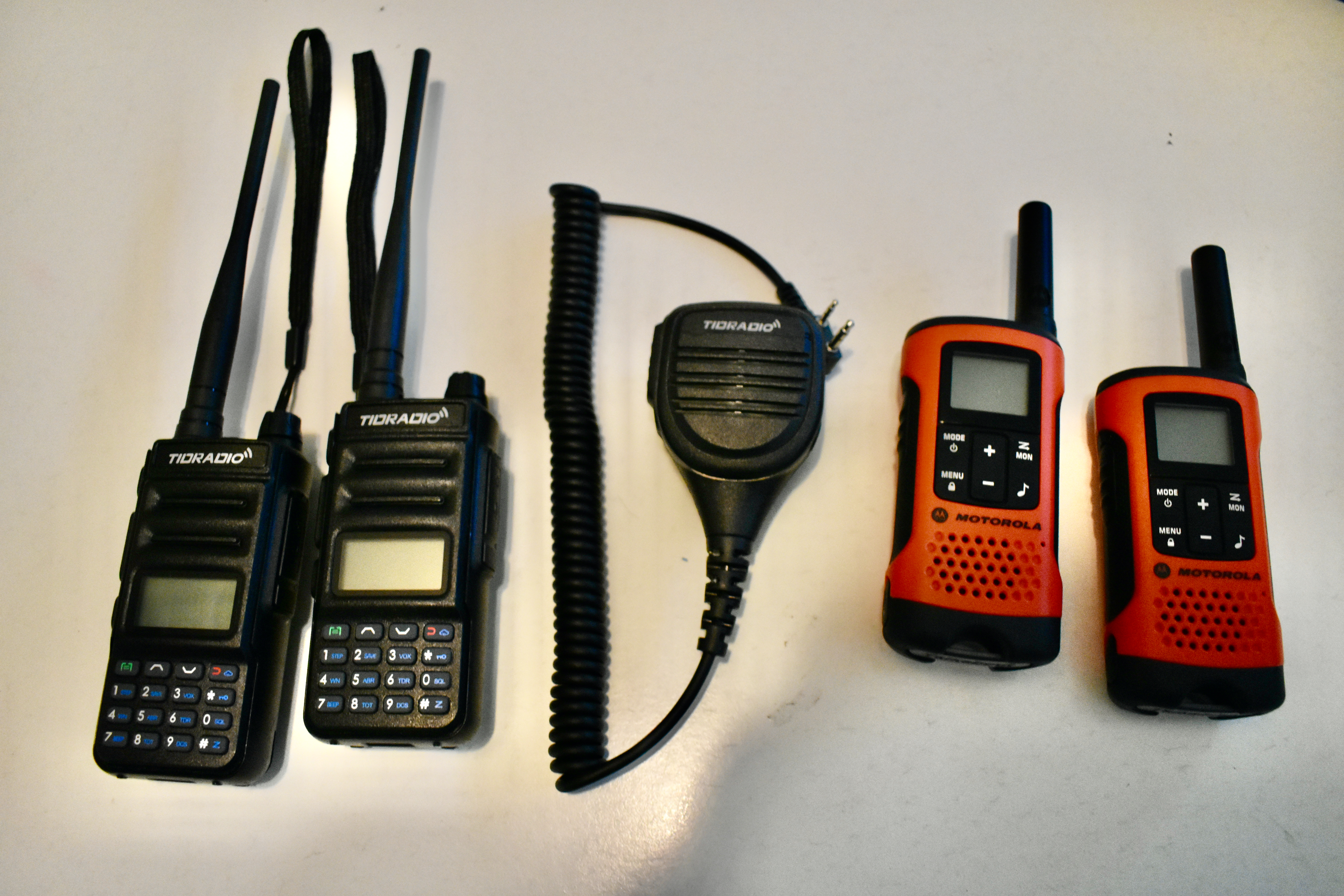
Dos equips de ràdio GMRS, un micròfon de mà i dos equips de ràdio FRS

Els equips de ràdio bidireccionals típics funcionen en canals de radiofreqüència fixa, encara que alguns poden escanejar diversos canals per trobar una transmissió vàlida.  En un sistema analògic, convencional, (el tipus més senzill de sistema) una freqüència o canal serveix com a mitjà físic o enllaç que transporta informació. El rendiment d'un sistema de ràdio depèn en part de les característiques de la banda de freqüència utilitzada. La selecció d'una freqüència per a un sistema de ràdio bidireccional es veu afectada, en part, per:
- llicències i regulacions governamentals.
- congestió local o disponibilitat de freqüències.
- terreny, ja que els senyals de ràdio viatgen de manera diferent als boscos i als coberts visuals urbans.
- la presència de soroll, interferències o intermodulació.
- interferència de les ones del cel per sota de 50-60 MHz i flexió troposfèrica a VHF.
- als EUA, algunes freqüències requereixen l'aprovació d'un comitè de coordinació de freqüències.[20]

## UHF versus VHF
Els sistemes de ràdio bidireccional més comuns operen a les parts de VHF i UHF de l'espectre de ràdio. Com que aquesta part de l'espectre s'utilitza molt per a la radiodifusió i per a múltiples usos competitius, la gestió de l'espectre s'ha convertit en una activitat important dels governs per regular els usuaris de ràdio en interès d'un ús eficient i no interferit de la ràdio. Les dues bandes s'apliquen àmpliament per a diferents usuaris.

## Abast
L'abast directe útil d'un sistema de ràdio bidireccional depèn de les condicions de propagació de la ràdio, que són una funció de la freqüència.
Hi ha altres factors que afecten l'abast d'una ràdio bidireccional, com ara el temps, la freqüència exacta utilitzada i les obstruccions.